# Maggie Moffat
Margaret "Maggie" Moffat (1873 - 1943) fue una actriz y suffragette británica. Fue una de las primeras suffragettes escocesas en ser arrestada. Apareció en varias películas, incluyendo un papel secundario en la película Saboteur de Alfred Hitchcock.

## Biografía
A diferencia de muchos de sus hermanos nacidos en Escocia, Moffatt nació en Spittal, en el norte de Inglaterra. Después de dejar la escuela, fue vendedora de cortinas antes de decidir convertirse en actriz. Activa en el movimiento del sufragismo, fue una de las más de 50 personas que fueron arrestadas en febrero de 1907 después de que las suffragettes se manifestaran en la Cámara de los Comunes. Al negarse a pagar una multa, Moffat fue sentenciada a dos semanas en la prisión de Holloway.
Moffat apareció en varias películas, entre ellas My Gal Sal y Ringside Maisie bajo el nombre de "Margaret Moffat". Junto con su esposo emigró a Sudáfrica en 1933, aunque siguió apareciendo en películas estadounidenses, incluyendo un papel secundario en la película Saboteur de Alfred Hitchcock. Murió en Ciudad del Cabo en febrero de 1943.

## Filmografía destacada
| Año  | Título                  | Papel           | Notas                    |
| ---- | ----------------------- | --------------- | ------------------------ |
| 1926 | Till the Bells Ring     | Jenny Struthers |                          |
| 1933 | Just Smith              |                 |                          |
| 1935 | Rolling Home            | Sra. McGregor   |                          |
| 1936 | Keep Your Seats, Please | Sra. O'Flaherty |                          |
| 1936 | The End of the Road     | Maggie          |                          |
| 1937 | Farewell Again          | Sra. Billings   |                          |
| 1939 | The Spy in Black        | Kate            | Última aparición en cine |